# Eleanor Matsuura

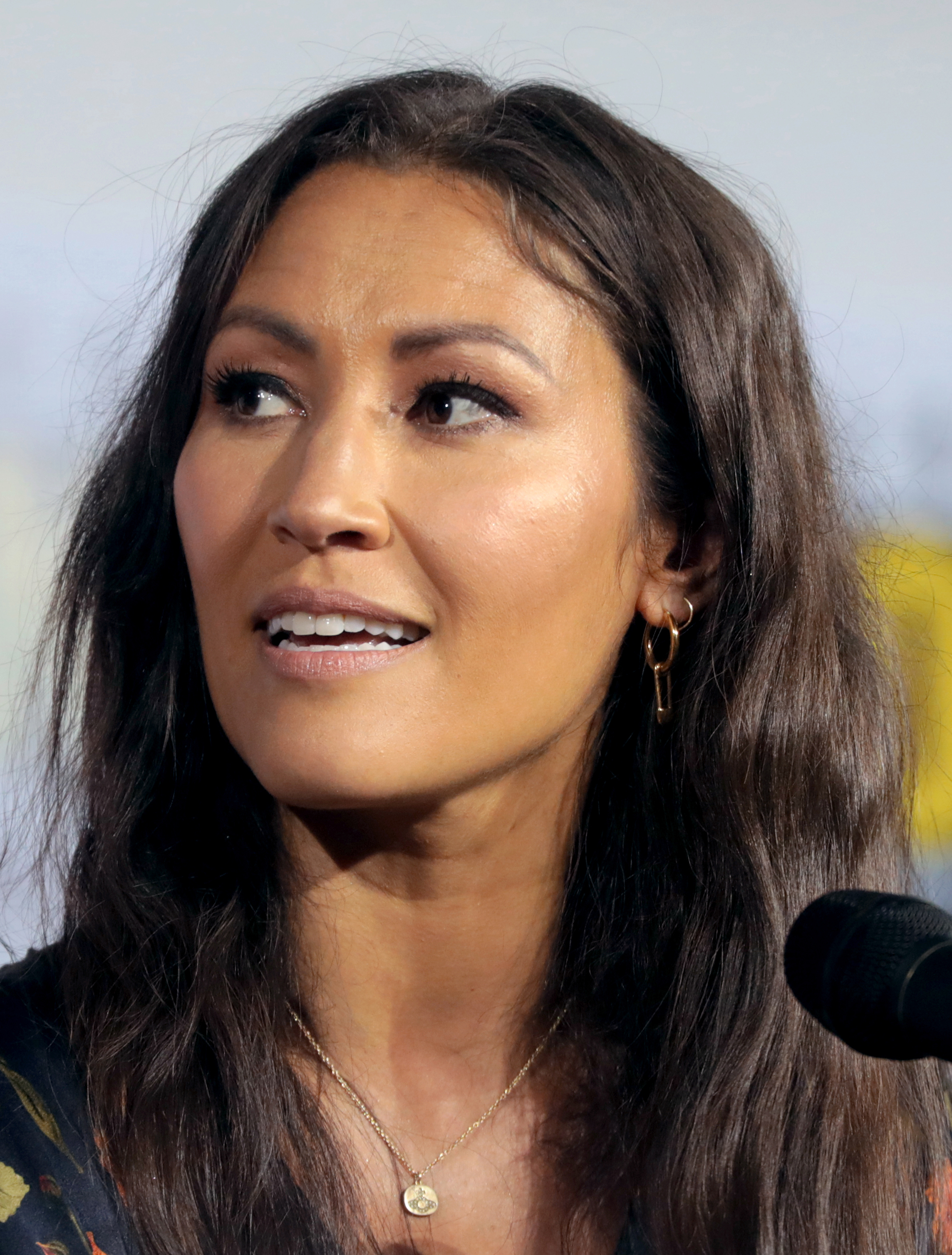
Eleanor Matsuura auf der San Diego Comic-Con im Juli 2019

Eleanor Matsuura (* 16. Juli 1983 in Tokio, Japan) ist eine britische Schauspielerin.

## Leben und Karriere
Eleanor Matsuura wurde in der japanischen Metropole Tokio als Tochter je eines britischen und japanischen Elternteils geboren. Aufgewachsen ist sie in London, wo sie an der renommierten Central School of Speech and Drama ihre schauspielerische Ausbildung 2004 abschloss. Eleanor Matsuura hatte in der Folgezeit Engagements am Royal Court Theatre, dem Old Vic Theatre und weiteren Theaterhäusern im Londoner Theaterviertel West End. Ihr Debüt vor der Kamera gab sie 2005 in einer Episodenrolle von Hustle – Unehrlich währt am längsten. Sie ist in einer Vielzahl von Episodenrollen in Fernsehserien wie EastEnders, Doctor Who oder FM zu sehen. Im deutschsprachigen Raum ist sie durch ihre Rolle der DI Zoe Larson in dem 2009 entstandenen Kriminalfilm Jagd auf einen Mörder (Hunter) an der Seite von Hugh Bonneville bekannt geworden.
Eleanor Matsuura engagiert sich in ihrem Privatleben für Tierschutz und arbeitet eng mit dem Battersea Dogs and Cats Home, dem ältesten und bekanntesten britischen Tierheim, zusammen. Sie verfügt über eine moderne Tanzausbildung und spricht neben ihrer Muttersprache Englisch noch mäßig Japanisch.
Eleanor Matsuura ist mit dem kanadischen Schauspieler Trevor White verheiratet, mit dem sie eine Tochter (* 2017) hat und in London lebt.

## Filmografie (Auswahl)
- 2005: Hustle – Unehrlich währt am längsten (Hustle, Fernsehserie, Episode 2x03)
- 2005: Holby City (Fernsehserie, Episode 7x29)
- 2006: A Very Social Secretary (Fernsehfilm)
- 2006: EastEnders (Fernsehserie, eine Episode)
- 2006: Breaking and Entering – Einbruch & Diebstahl (Breaking and Entering)
- 2006, 2008: Doctors (Fernsehserie, 2 Episoden)
- 2007: Kaum bist du fort (After You’ve Gone)
- 2008: Der Preis des Verbrechens (Trial & Retribution, Fernsehserie, 2 Episoden)
- 2008: Doctor Who (Fernsehserie, Episode 4x04)
- 2009: Jagd auf einen Mörder (Hunter, Fernsehfilm)
- 2009: The Old Guys (Fernsehserie, Episode 1x03)
- 2010: Money (Fernsehserie, Episode 1x01)
- 2011: The Fades (Miniserie, 4 Episoden)
- 2011: New Tricks – Die Krimispezialisten (New Tricks, Fernsehserie, Episode 8x01)
- 2012: Vexed (Fernsehserie, Episode 2x01)
- 2013: Utopia (Fernsehserie, 3 Episoden)
- 2013: Wie in alten Zeiten (The Love Punch)
- 2014: Blood Moon
- 2015: Residue (Miniserie, 3 Episoden)
- 2015: Spooks – Verräter in den eigenen Reihen (Spooks: The Greater Good)
- 2015: The Lady in the Van
- 2015: Burn Burn Burn
- 2015: Da Vinci’s Demons (Fernsehserie, 6 Episoden)
- 2015: Cuffs (Fernsehserie, 8 Episoden)
- 2016: Der Hunderteinjährige, der die Rechnung nicht bezahlte und verschwand (Hundraettåringen som smet från notan och försvann)
- 2017: Sherlock – Die sechs Thatchers (The Six Thatchers, Fernsehfilm)
- 2017–2019: Into the Badlands (Fernsehserie, 6 Episoden)
- 2018: Mord auf Shetland (Shetland, Fernsehserie, 2 Episoden)
- 2018–2022: The Walking Dead (Fernsehserie, 31 Episoden)
- 2019: The Rook (Miniserie, 2 Episoden)
- 2020: Der einzig wahre Ivan (The One and Only Ivan)
- 2021: This Time with Alan Partridge (Fernsehserie, Episode 2x06)
- 2021: Feel Good (Fernsehserie, 2 Episoden)
- 2022: I Used to Be Famous
- seit 2024: The Day of the Jackal (Fernsehserie, 10 Episoden)